# Gli egoisti
Gli egoisti (Muerte de un ciclista) è un film spagnolo del 1955 diretto da Juan Antonio Bardem.

## Trama
María José è sposata con Miguel de Castro ma è l'amante di Juan Fernández Soler, professore universitario di matematica.
Un giorno, mentre i due si incontrano segretamente, investono un ciclista. Per nascondere l'accaduto e la loro relazione, non denunceranno il fatto, ma qualcuno li ha visti.

## Produzione
Il progetto nacque quando il regista Bardem e lo sceneggiatore Goyanes si incontrarono al Festival di Cannes del 1954.
Il plot è stato ispirato da un fatto realmente accaduto.
Inizialmente il ruolo della protagonista era stato pensato per Gloria Marín. Il cineasta spagnolo, tuttavia, in un secondo momento decise di dare la parte a Lucia Bosè.
Stando a un articolo del giornale ABC, il film fu ritenuto essere, dalla censura, come un'opera «gravemente dannosa». Per questo Bardem fu costretto a rigirare il finale.

## Accoglienza
Lo storico Georges Sadoul analizza il lungometraggio come una denuncia verso la grande borghesia madrilena. Inoltre, secondo lo studioso, echeggia al socialismo anti franchista. Di questo stesso avviso è anche Antxon Salvodor che reputa il lungometraggio come un esempio perfetto di critica verso il Caudillo, oltre ad essere stata definita come un'opera «intoccabile» per il cinema spagnolo.
Guido Aristarco recensisce Gli egoisti con il seguente commento: «Pochi film, come questo, hanno bisogno per essere individuati nel loro valore e nei loro limiti, di precisi riferimenti alla particolare condizione della cinematografia cui appartengono, e alla non meno particolare situazione (sociale, politica, storica) del paese produttore».
Paolo Mereghetti sostiene che sia «un allusivo apologo sulla crisi intellettuale».

## Riconoscimenti
- Premio FIPRESCI (1955)

## Curiosità
- Lucia Bosè conobbe, durante le riprese, il suo futuro marito Luis Miguel Dominguín.